# Quilliam
Quilliam är en tankesmedja grundad av Maajid Nawaz som fokuserar på att motverka extremism, specifikt islamism, vars syfte är att påtvinga samhället en tolkning av islam. Smedjan är grundades av Maajid Nawaz Rashad Zaman Ali och Ed Husain.
Smedjan är uppkallad efter Abdullah Quilliam.